# 青崎有吾
青崎 有吾（あおさき ゆうご、1991年6月28日 -）は、日本の小説家・推理作家。神奈川県横浜市生まれ。神奈川県立希望ヶ丘高校を経て、明治大学文学部を卒業。大学在学中は明治大学ミステリ研究会に所属。

## 略歴
明治大学に入学後、2作品ほどライトノベル関係の賞に応募するも落選する。「ライトノベルではなくて、ミステリのほうがいい」と選評に書かれたことから、いつかは応募したいと思っていた鮎川哲也賞に初めて応募する。
2012年、『体育館の殺人』で第22回鮎川哲也賞を受賞して小説家デビュー。同賞史上初の平成生まれの受賞者となった。授賞式では選考委員を代表して芦辺拓が「『体育館の殺人』は、真正面から本格ミステリに取り組み、それもエラリー・クイーンばりのロジカルな推理に、堂々と挑戦している点に好感が持てました」と評した。
2024年、『地雷グリコ』で第24回本格ミステリ大賞（小説部門）、第77回日本推理作家協会賞（長編および連作短編集部門）、第37回山本周五郎賞を受賞。5月10日から16日にかけての1週間で3つの文学賞を受賞することとなった。

## 受賞・候補歴
- 2012年 - 『体育館の殺人』で第22回鮎川哲也賞受賞[9]
- 2014年 - 『水族館の殺人』で第14回本格ミステリ大賞（小説部門）候補[10]
- 2017年 - 『ノッキンオン・ロックドドア』で第70回日本推理作家協会賞（長編および連作短編集部門）候補[11]
- 2020年 - 『早朝始発の殺風景』で第73回日本推理作家協会賞（長編および連作短編集部門）候補[12]
- 2021年 - 「風ヶ丘合唱祭事件」で第74回日本推理作家協会賞（短編部門）候補[13]
- 2024年 - 『地雷グリコ』で第24回本格ミステリ大賞（小説部門）[14]、第77回日本推理作家協会賞（長編および連作短編集部門）[15]、第37回山本周五郎賞[16]受賞、第171回直木三十五賞候補[17]

## ミステリ・ランキング
- 週刊文春ミステリーベスト10
  - 2023年 - 『11文字の檻 青崎有吾短編集成』19位
  - 2024年 - 『地雷グリコ』1位

- このミステリーがすごい!
  - 2014年 - 『水族館の殺人』28位
  - 2017年 - 『図書館の殺人』20位、『アンデッドガール・マーダーファルス 1』24位
  - 2020年 - 『早朝始発の殺風景』12位
  - 2021年 - 『ノッキンオン・ロックドドア2』36位
  - 2022年 - 『アンデッドガール・マーダーファルス 3』17位
  - 2024年 - 『11文字の檻 青崎有吾短編集成』12位
  - 2025年 - 『地雷グリコ』1位

- 本格ミステリ・ベスト10
  - 2013年 - 『体育館の殺人』5位
  - 2014年 - 『水族館の殺人』2位
  - 2015年 - 『風ヶ丘五十円玉祭りの謎』8位
  - 2017年 - 『図書館の殺人』2位、『ノッキンオン・ロックドドア』17位、『アンデッドガール・マーダーファルス 1』20位
  - 2020年 - 『早朝始発の殺風景』19位
  - 2021年 - 『ノッキンオン・ロックドドア2』23位
  - 2022年 - 『アンデッドガール・マーダーファルス 3』19位
  - 2024年 - 『11文字の檻 青崎有吾短編集成』20位
  - 2025年 - 『地雷グリコ』1位

- ミステリが読みたい!
  - 2017年 - 『ノッキンオン・ロックドドア』18位
  - 2020年 - 『早朝始発の殺風景』19位
  - 2022年 - 『アンデッドガール・マーダーファルス 3』18位
  - 2024年 - 『11文字の檻 青崎有吾短編集成』9位
  - 2025年 - 『地雷グリコ』1位

- MRC大賞
  - 2024年 - 『地雷グリコ』1位

## 作品リスト

### 単行本

#### 裏染天馬シリーズ
- 体育館の殺人（2012年10月 東京創元社 ISBN 978-4-488-02310-2 / 2015年3月 創元推理文庫 ISBN 978-4-488-44311-5）
- 水族館の殺人（2013年8月 東京創元社 ISBN 978-4-488-02721-6 / 2016年7月 創元推理文庫 ISBN 978-4-488-44312-2）
- 風ヶ丘五十円玉祭りの謎（2014年4月 東京創元社 ISBN 978-4-488-02731-5 / 2017年7月 創元推理文庫 ISBN 978-4-488-44313-9）
  - もう一色選べる丼（『ミステリーズ！』vol.58 APRIL 2013 東京創元社）
  - 風ヶ丘五十円玉祭りの謎（書き下ろし）
  - 針宮理恵子のサードインパクト（『ミステリーズ！』vol.60 OCTOBER 2013 東京創元社）
  - 天使たちの残暑見舞い（書き下ろし）
  - その花瓶にご注意を（書き下ろし）
  - 世界一居心地の悪いサウナ（書き下ろし）
- 図書館の殺人（2016年1月29日 東京創元社 ISBN 978-4-488-02757-5 / 2018年9月 創元推理文庫 ISBN 978-4-488-44314-6）

#### アンデッドガール・マーダーファルス
- アンデッドガール・マーダーファルス 1（2015年12月 講談社タイガ ISBN 978-4-06-294009-2）
- アンデッドガール・マーダーファルス 2（2016年10月 講談社タイガ ISBN 978-4-06-294030-6）
- アンデッドガール・マーダーファルス 3（2021年4月 講談社タイガ ISBN 978-4-06-522368-0）
- アンデッドガール・マーダーファルス 4（2023年7月 講談社タイガ ISBN 978-4-06-532520-9）
  - 知られぬ日本の面影（『小説現代』2023年6月号）
  - 輪る夜の彼方へ流す小笹船（『小説現代』2023年7月号）
  - 鬼人芸（書き下ろし）
  - 言の葉一匙、雪に添え（書き下ろし）
  - 人魚裁判（『小説現代』2023年7月号）

#### ノッキンオン・ロックドドア
- ノッキンオン・ロックドドア（2016年4月 徳間書店 ISBN 978-4-19-864136-8 / 2019年3月 徳間文庫 ISBN 978-4-19-894446-9）
  - ノッキンオン・ロックドドア（『読楽』2014年10月号）
  - 髪の短くなった死体（『読楽』2014年12月号）
  - ダイヤルWを廻せ！（『読楽』2015年3月号）
  - チープ・トリック（『読楽』2015年4月号）
  - いわゆる一つの雪密室（『読楽』2015年11月号）
  - 十円玉が少なすぎる（『読楽』2015年12月号）
  - 限りなく確実な毒殺（書き下ろし）
- ノッキンオン・ロックドドア2（2019年11月 徳間書店 ISBN 978-4-19-864967-8 / 2022年11月 徳間文庫 ISBN 978-4-19-894799-6）
  - 穴の開いた密室（『読楽』2017年12月号）
  - 時計にまつわるいくつかの嘘（『読楽』2018年2月号）
  - 穿地警部補、事件です（『読楽』2018年7月号）
  - 消える少女追う少女（『読楽』2019年2月号）
  - 最も間抜けな溺死体（特設サイトに掲載）
  - ドアの鍵を開けるとき（書き下ろし）

#### その他
- 早朝始発の殺風景（2019年1月 集英社 ISBN 978-4-08-771174-5 / 2022年1月 集英社文庫 ISBN 978-4-08-744339-4）
  - 早朝始発の殺風景（『小説すばる』2016年1月号）
  - メロンソーダ・ファクトリー（『小説すばる』2016年10月号）
  - 夢の国には観覧車がない（『小説すばる』2017年5月号）
  - 捨て猫と兄妹喧嘩（『小説すばる』2018年5月号）
  - 三月四日、午後二時半の密室（『小説すばる』2018年8月号）
  - エピローグ（書き下ろし）
- 11文字の檻 青崎有吾短編集成（2022年12月 創元推理文庫 ISBN 978-4-488-44315-3）
  - 加速してゆく（『平成ストライク』2019年4月 南雲堂）
  - 噤ヶ森の硝子屋敷（『謎の館へようこそ 白 新本格30周年記念アンソロジー』2017年9月 講談社タイガ）
  - 前髪は空を向いている（『私がモテないのはどう考えてもお前らが悪い！ 小説アンソロジー』2019年11月 星海社FICTIONS）
  - your name（『STORY BOX』2019年9月号 小学館）
  - 飽くまで（「Mephisto Readers Club」2022年5月16日 講談社）
  - クレープまでは終わらせない（『田中寛崇作品集 ENCOUNTER』2018年9月 東京創元社）
  - 恋澤姉妹（『彼女。 百合小説アンソロジー』2022年3月 実業之日本社）
  - 11文字の檻（書き下ろし）
- 地雷グリコ（2023年11月 KADOKAWA ISBN 978-4-041-11165-9）
  - 地雷グリコ（『小説屋sari-sari』2017年11月号 KADOKAWA）
  - 坊主衰弱（『カドブンノベル』2020年11月号 KADOKAWA）
  - 自由律ジャンケン（『小説 野性時代』2022年3月号 KADOKAWA）
  - だるまさんがかぞえた（『小説 野性時代』2023年2月号 KADOKAWA）
  - フォールーム・ポーカー（書き下ろし）

### アンソロジー
「」内が青崎有吾の作品
- ベスト本格ミステリ2015（2015年6月 講談社ノベルス ISBN 978-4-06-299047-9）「髪の短くなった死体」
- 殺意の隘路 最新ベスト・ミステリー（2016年12月 光文社 ISBN 978-4-334-91139-3）「もう一色選べる丼」
  - 【分冊・改題】殺意の隘路（上） 日本ベストミステリー選集（2020年5月 光文社文庫 ISBN 978-4-334-79020-2）
- 短篇ベストコレクション 現代の小説2017（2017年6月 徳間文庫 ISBN 978-4-19-894341-7）「早朝始発の殺風景」
- ベスト本格ミステリ2017（2017年6月 講談社ノベルス ISBN 978-4-06-299098-1）「早朝始発の殺風景」
  - 【再編集】ベスト本格ミステリ TOP5 短編傑作選003（講談社文庫 2019年4月 ISBN 978-4-06-515068-9）
- 謎の館へようこそ 白 新本格30周年記念アンソロジー（2017年9月 講談社タイガ ISBN 978-4-06-294088-7）「噤ヶ森の硝子屋敷」
- 短篇ベストコレクション 現代の小説2018（2018年6月 徳間文庫 ISBN 978-4-19-894361-5）「穴の開いた密室」
- 平成ストライク（2019年4月 南雲堂 ISBN 978-4-523-26584-9 / 2020年10月 角川文庫 ISBN 978-4-04-109689-5）「加速してゆく」
- 短篇ベストコレクション 現代の小説2019（2018年6月 徳間文庫 ISBN 978-4-19-894476-6）「時計にまつわるいくつかの噓」
- 私がモテないのはどう考えてもお前らが悪い！ 小説アンソロジー（2019年11月 星海社FICTIONS ISBN 978-4-06-517231-5）「前髪は空を向いている」
- 沈黙の狂詩曲 最新ベスト・ミステリー（2019年11月 光文社 ISBN 978-4-334-91321-2）「三月四日、午後二時半の密室」
  - 【分冊・改題】沈黙の狂詩曲 精華編 Vol.1 日本最旬ミステリー「ザ・ベスト」（2021年5月 光文社文庫 ISBN 978-4-334-79193-3）
- FGOミステリー小説アンソロジー カルデアの事件簿 file.01（2020年2月 星海社FICTIONS ISBN 978-4-06-518467-7）「暗黒犯罪天楼 マンハッタン」
- 放課後探偵団2 書き下ろし学園ミステリ・アンソロジー（2020年11月 創元推理文庫 ISBN 978-4-488-40062-0）「あるいは紙の」
- 超短編！ 大どんでん返し（2021年2月 小学館文庫 ISBN 978-4-09-406883-2）「your name」
- ネメシスVI（2021年6月 講談社タイガ ISBN 978-4-06-523820-2）「カジノ・イリーガル」
- 絶対名作！ 十代のためのベスト・ショート・ミステリー 学園ミステリー（2021年11月 汐文社 ISBN 978-4-8113-2910-9）「メロンソーダ・ファクトリー」
- 彼女。 百合小説アンソロジー（2022年3月 実業之日本社 ISBN 978-4-408-53804-4 / 2024年2月 実業之日本社文庫 ISBN 978-4-408-55871-4）「恋澤姉妹」
- 陥穽の円舞曲 最新ベスト・ミステリー（2022年11月 光文社 ISBN 978-4-334-91498-1）「あるいは紙の」
- 黒猫を飼い始めた（2023年2月 講談社 ISBN 978-4-06-530632-1）「飽くまで」
- 貴女。 百合小説アンソロジー（2024年6月 実業之日本社 ISBN 978-4-408-53857-0）「首師」
- 有栖川有栖に捧げる七つの謎（2024年11月 文春文庫 ISBN 978-4-16-792297-9）「縄、綱、ロープ」
- 名探偵と学ぶミステリ 推理小説アンソロジー&ガイド（2025年4月 早川書房 ISBN 978-4-15-210414-4）「シチリアオレンジジュースの謎」
- 本格王2025（2025年6月 講談社文庫 ISBN 978-4-06-539848-7）「縄、綱、ロープ」

### 単著未収録短編
小説
- 裏染天馬シリーズ
  - 風ヶ丘合唱祭事件（『ミステリーズ！』Vol.100 APRIL 2020 東京創元社）
  - あるいは紙の（『放課後探偵団2 書き下ろし学園ミステリ・アンソロジー』2020年11月 創元推理文庫）
- ノン・シリーズ
  - 黒犯罪天楼 マンハッタン（『FGOミステリー小説アンソロジー カルデアの事件簿 file.01』2020年2月 星海社FICTIONS）
  - カジノ・イリーガル（『ネメシスVI』2021年6月 講談社タイガ）
  - くらりvsメカくらり（『紙魚の手帖』vol.12 AUGUST 2023 東京創元社）
  - 縄、綱、ロープ（『オール讀物』2024年7・8月号 文藝春秋）
  - 首師（『貴女。 百合小説アンソロジー』2024年6月 実業之日本社）
  - シチリアオレンジジュースの謎（『名探偵と学ぶミステリ 推理小説アンソロジー&ガイド』2025年4月 早川書房）
  - 酒戦（『小説新潮』2025年7月号 新潮社）

エッセイなど
- 「〈90年代生まれが起こす文学の地殻変動〉アンケート」（『文藝』2020年冬季号、2020年10月発売）

### 共著
- 円居挽のミステリ塾（2022年6月 星海社新書 ISBN 978-4-06-528065-2） - 円居挽、斜線堂有紀、日向夏、相沢沙呼、麻耶雄嵩との共著。円居挽との対談を収録。
- ミステリーツアー（2024年6月 講談社 ISBN 978-4-06-535898-6） - 編：講談社。阿津川辰海、伊吹亜門、似鳥鶏、真下みこととの共著。書評集。

### テレビドラマ
- ネメシス（2021年4月 - 6月、日本テレビ） - 脚本協力[18]
- 早朝始発の殺風景（2022年11月 - 12月、WOWOW） - 原作[19]
- ノッキンオン・ロックドドア（2023年7月 - 9月、テレビ朝日） - 原作[20]

### テレビアニメ
- アンデッドガール・マーダーファルス（2023年7月 - 9月、フジテレビ） - 原作[21]

### 漫画原作
- アップサイド・ダウンタウン（『週刊ヤングジャンプ』2022年24号 集英社） - 漫画：群青ピズ
- ガス灯野良犬探偵団（『週刊ヤングジャンプ』2023年37・38合併号 - 連載中 集英社） - 漫画：松原利光

### コミカライズ
- アンデッドガール・マーダーファルス（2016年10月 - 2025年4月 シリウスKC 全8巻） - 漫画：友山ハルカ
- ノッキンオン・ロックドドア（2022年7月 - 11月 Hykecomic 全29話〈電子書籍 単話のみ〉） - 漫画：繭つ麦
- 早朝始発の殺風景（2022年11月 ヤングジャンプコミックス 全2巻） - 漫画：山田シロ彦
- 体育館の殺人（『アライブ+』2024年6月21日 - 連載中 KADOKAWA） - 漫画：名鳥輪
- 地雷グリコ（『ヤングアニマル』2024年20号 - 連載中 白泉社） - 漫画：暁月あきら[22]